# نیروهای ویژه (مجموعه تلویزیونی)
نیروهای ویژه یک سریال تلویزیونی جنگی است که توسط بنجامین کاوول ساخته شده‌است. این مجموعه توسط استودیوهای تلویزیونی سی‌بی‌اس تولید شده‌است و از ۲۷ سپتامبر ۲۰۱۷ در سی‌بی‌اس پخش شد. در حال حاضر فصل هفتم در حال پخش است.